# 도쿄 조
도쿄 조(Tokyo Joe)는 미국에서 제작된 스튜어트 하이슬러 감독의 1949년 드라마, 스릴러 영화이다. 험프리 보가트 등이 주연으로 출연하였고 로버트 로드 등이 제작에 참여하였다. 출시명은 도쿄 죠이다.

## 출연

### 주연
- 험프리 보가트

### 조연
- 알렉산더 녹스
- 플로렌스 마리
- 하야카와 세슈

## 제작진
- 미술: 로버트 피터슨
- 의상: 진 루이스